# Meurthe y Mosela
Meurthe y Mosela (54; en francés Meurthe-et-Moselle) es un departamento francés situado en la región de Lorena. Su capital (prefectura) es Nancy, y debe su nombre a los ríos Meurthe y Mosela.

## Geografía
De forma alargada al norte y triangular al sur, limita al norte con Bélgica y Luxemburgo, al este con Mosela y –muy brevemente– Bajo Rin, al sur con Vosgos, y al oeste con Mosa.

## Historia
El departamento de Meurthe y Mosela fue creado el 7 de septiembre de 1871, a partir de los territorios pertenecientes a los departamentos de Meurthe y de Mosela que el Tratado de Fráncfort había dejado en manos francesas.
El límite actual entre el departamento de Meurthe y Mosela y el departamento de Mosela se corresponde precisamente con la frontera franco-alemana entre 1871 y 1919.
La única modificación posterior de los límites departamentales tuvo lugar en 1997 y consistió en la incorporación de la pequeña localidad de Han-devant-Pierrepont, hasta entonces perteneciente al departamento de Mosa.

## Demografía
| 1872    | 1876    | 1881    | 1886    | 1891    | 1896    | 1901    |
| ------- | ------- | ------- | ------- | ------- | ------- | ------- |
| 365.137 | 404.609 | 419.317 | 431.693 | 444.150 | 466.417 | 484.722 |
| 1906    | 1911    | 1921    | 1926    | 1931    | 1936    | 1946    |
| 517.508 | 564.730 | 503.810 | 552.087 | 592.632 | 576.041 | 528.805 |
| 1954    | 1962    | 1968    | 1975    | 1982    | 1990    | 1999    |
| 607.022 | 678.078 | 705.413 | 722.588 | 716.846 | 711.822 | 713.779 |

Nota de la tabla:
- El 1 de enero de 1997, la comuna de Han-devant-Pierrepont (121 habitantes en 1990) pasó del departamento del Mosa al del Meurthe y Mosela.

Ciudad principal (datos del censo de 1999):
- Nancy: 103.605 habitantes, 331.363 en la aglomeración.